# Kotomi Ishizaki
Kotomi Ishizaki (n. 4 ianuarie 1979, Asahikawa, Japonia) este o jucătoare de curl ce a reprezentat Japonia, medaliată olimpică. A participat la 3 ediții ale Jocurilor Olimpice (2002, 2010, 2022) în care a câștigat o medalie de argint.